# Петренко-Ксенофонтова, Олимпиада Несторовна
Олимпиа́да Не́сторовна Петре́нко-Ксенофо́нтова (14 сентября 1909, Сартана, Екатеринославская губерния — 1981) — румейская поэтесса и фольклористка.

## Биография
Родилась в крестьянской семье в посёлке Сартана. В 1939 году окончила Ворошиловградский педагогический институт. До пенсии работала учительницей в школах Мариуполя.
Писала стихи с 1927 года, печаталась в периодических изданиях Донбасса. Два стихотворения (в украинском переводе Дмитрия Демерджи и Александра Пономарёва) опубликованы в сборнике «От берегов Азова» (Киев: Днепр, 1979, с. 178—181).
Известна как сказочник-импровизатор и собиратель народных сказок. Ее сказка «Ленушка киска» была напечатана в новогреческом переводе в газете греческих эмигрантов «Νεος δρομος» (Ташкент, 14 сентября 1967) и в русском переводе в мариупольской газете «Приазовский рабочий» (8 июня 1968), а сказка «Нищий и петух» в ее стихотворном издании вышла отдельным изданием в издательстве «Радуга» 2002 года (издание двуязычное; украинский перевод осуществил Анатолий Чердакли).
В 1960-х годах вместе с мариупольским сказочником П. Ксенофонтовым написала и перевела на русский сборник «Сказки Сартаны», который так и остался в рукописи, несмотря на одобрительный отклик авторитетного эллиниста профессора Андрея Белецкого, который написал в сборник аннотацию.
Занималась также исследованием этнографии греков Приазовья. Работала с известным глоссарием румейского языка, написанным в XIX веке Феоктистом Хартахаем. Опубликовала работу о семейных обрядах в селе Сартана.

## Публикации
- О. Петренко. Энтузиаст просвещения [про Ф. Хартахая] // Приазовский рабочий, 13 ноября 1971, № 224, с. 4.
- О. Н. Ксенофонтова-Петренко. Семейные обряды в селе Сартана // Культурно-бытовые процессы на юге Украины. Москва: Наука, 1979, с. 173—184.
- Зитус ки ту лухтор = Жебрак і півень. Казка маріупольських греків. Віршована обробка Олімпіади Петренко. Переклав Анатолій Чердаклі за редакцією Леонтія Кир’якова. Київ: Веселка, 2002, 12 с. ISBN 966-01-0211-9.